# Malajnica
Malajnica (izvirno srbsko Малајница) je naselje v Srbiji, ki upravno spada pod Občino Negotin; slednja pa je del Borskega upravnega okraja.

## Demografija
V naselju živi 557 polnoletnih prebivalcev, pri čemer je njihova povprečna starost 45,4 let (43,7 pri moških in 47,0 pri ženskah). Naselje ima 193 gospodinjstev, pri čemer je povprečno število članov na gospodinjstvo 3,54.
Prebivalstvo je večinoma nehomogeno.
|  |

| Demografija | Demografija     | Demografija     |
| Leto        | Št. prebivalcev | Št. prebivalcev |
| ----------- | --------------- | --------------- |
|             |                 |                 |
|             |                 |                 |
|             |                 |                 |
|             |                 |                 |
| 1948        | 1244            |                 |
| 1953        | 1225            |                 |
| 1961        | 1227            |                 |
| 1971        | 1137            |                 |
| 1981        | 1012            |                 |
| 1991        | 971             | 834             |
| 2002        | 908             | 683             |
|             |                 |                 |

| Etnična sestava po popisu iz leta 2002 | Etnična sestava po popisu iz leta 2002 | Etnična sestava po popisu iz leta 2002 | Etnična sestava po popisu iz leta 2002 | Etnična sestava po popisu iz leta 2002 |
| -------------------------------------- | -------------------------------------- | -------------------------------------- | -------------------------------------- | -------------------------------------- |
| Srbi                                   | Srbi                                   |                                        | 364                                    | 53,29%                                 |
| Vlahi                                  | Vlahi                                  |                                        | 225                                    | 32,94%                                 |
| Romuni                                 | Romuni                                 |                                        | 4                                      | 0,58%                                  |
| Hrvati                                 | Hrvati                                 |                                        | 1                                      | 0,14%                                  |
| Neznano                                | Neznano                                |                                        | 47                                     | 6,88%                                  |